# Feiga Weisbuch
Feiga Weisbuch, dite Fanny Weisbuch, née Feiga Iatka le 12 janvier 1914 à Kichinev (Empire russe à l'époque, aujourd'hui en Moldavie sous le nom de Chișinău) et morte le 6 février 2014 à Paris 14e, est une chercheuse française d'origine juive, au sein du laboratoire de chimie organique de l’École nationale supérieure. 
En 1940, elle perd son poste du fait des lois raciales. Ancienne élève de Jean Perrin et de Louis Lapicque, à la Faculté des sciences de Paris, elle est aidée par Aline Lapicque, la fille de Perrin, et son mari Charles Lapicque, le neveu de Lapicque, qui seront reconnus comme Juste parmi les nations.

## Biographie

### Jeunesse
Feiga Iatka est née en 1914. Elle arrive en 1930 à Paris.
Elle obtient sa Licence ès-sciences en 1934. À la Faculté des sciences de Paris, Feiga Weisbuch est l'élève de Jean Perrin et de Louis Lapicque,.
En 1940, Fanny  Weisbuch est chercheuse au CNRS au sein du laboratoire de chimie organique de l’École nationale supérieure. Juive, elle perd son poste du fait des lois raciales de Vichy.

### Seconde Guerre mondiale
En 1941, Fanny Weisbuch donne naissance à un fils, Gérard Weisbuch. Son mari, Abraham Weisbuch, ferme son magasin de fourrure pour se cacher en Auvergne. À la suite de la rafle du Vélodrome d'Hiver, Fanny Weisbuch se réfugie avec son fils, le 16 juillet 1942, chez les Lapicque qui lui obtiennent des faux-papiers au nom de Madeline Garel. 
Ils aident aussi sa sœur Dora Iatco en lui fournissant une fausse carte d’identité. Malheureusement, Dora est arrêtée en avril 1944, dans la cantine où elle mange sans carte d’alimentation. Déportée à Bergen-Belsen, elle y meurt en avril 1945,. Dora Iatco (ou Iatgo) est née le 3 juillet 1915 à Kichinev, en Moldavie. Sa dernière adresse est au 58 boulevard Raspail dans le 14e arrondissement de Paris. Elle est déportée du Camp de Drancy vers Auschwitz, par le Convoi n°72, en date du 29 avril 1944. 
Les Lapicque sont soupçonnés d’activité de résistance. Ils décident alors de loger Fanny Weisbuch et son fils Gérard Weisbuch chez leur amie Pauline Ramart, professeur de chimie à la Sorbonne, résistante et futur membre de l’Assemblée constituante. En 1944, Fanny Weisbuch parvient à quitter Paris pour la campagne, où elle retrouve son mari. En août 1945, de retour à Paris, elle donne naissance à un second fils, Claude Weisbuch. 
Aline Lapicque et Charles Lapicque ont été reconnus Juste parmi les nations en 2000, par Yad Vashem, à Jérusalem, en Israël.

### Mort
Feiga Weisbuch meurt le 6 février 2014, dans le 14e arrondissement de Paris.